# Mihailo Lalić
Mihailo Lalić (Andrijevica, Montenegro, 7 de octubre de 1914 - Belgrado, Serbia, 30 de diciembre de 1992) fue un novelista serbio. Es considerado por muchos como el mejor escritor de Montenegro.

## Biografía
Nació en Trepča, una pequeña localidad del Municipio de Andrijevica en el noreste de Montenegro. Su obra maestra es Gora Lelejska con la que ganó el premio que otorga la Revista NIN en el año 1973. En sus novelas suele tratar temas como la historia moderna de Montenegro, las Guerras Mundiales y las batallas entre partisanos y Chetniks.
Residía entre las localidades de Herceg Novi y Belgrado donde falleció en el 1992. Es importante mencionar que su casa en la localidad de Herceg Novi se derrumbó y se construyó en su lugar un museo en su honor.